# Spadicoides obovata
Spadicoides obovata är en svampart som först beskrevs av Cooke & Ellis, och fick sitt nu gällande namn av S. Hughes 1958. Spadicoides obovata ingår i släktet Spadicoides och familjen Helminthosphaeriaceae.   Inga underarter finns listade i Catalogue of Life.